# 피뇰라타

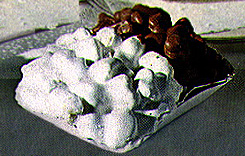
피뇰라타

피뇰라타 (Pignolata, 시칠리아어: Pignulata, 복수형 Pignolati)은 시칠리아에서 찾아 볼 수 있는 후식으로 메시나에서 유래했으며 칼라브리아 주에서도 흔히 발견된다. 초콜릿과 레몬시럽/레몬향으로 덮여 있는 부드러운 간식이다. 반은 초콜릿 가루에 묻히고 반은 얼린 채로 딱딱하게 두는데 내갈 때는 여러 종류로 썰어서 작게 썰어낸다.
튀겨 만든 후식 거리라서 큰 진주처럼 보이는데 뜨거운 꿀 소스를 뿌리며 잘게 다진 아몬드나 헤즐넛을 위에 뿌린다. 접시에는 왕관처럼 장식한다.
재료로는 달걀, 카놀라유, 밀가루, 설탕, 베이킹파우더, 꿀 등이 쓰인다.

## 같이 보기
- 시칠리아 요리